# Nixon Chepseba
Nixon Kiplimo Chepseba (12 dicembre 1990) è un ex mezzofondista keniota.

## Palmarès
| Anno | Manifestazione    | Sede    | Evento       | Risultato | Prestazione | Note |
| ---- | ----------------- | ------- | ------------ | --------- | ----------- | ---- |
| 2009 | Africani juniores | Bambous | 1500 m piani | Argento   | 3'37"63     |      |
| 2012 | Giochi Olimpici   | Londra  | 1500 m piani | 11º       | 3'39"04     |      |
| 2013 | Mondiali          | Mosca   | 1500 m piani | 4º        | 3'36"87     |      |

## Campionati nazionali
2009
- Argento ai campionati kenioti juniores, 1500 m piani - 3'37"2

2010
- 5º ai campionati kenioti, 1500 m piani - 3'39"12

2011
- 5º ai campionati kenioti, 1500 m piani - 3'33"96

2013
- Bronzo ai campionati kenioti, 1500 m piani - 3'35"5

2014
- 8º ai campionati kenioti, 1500 m piani - 3'39"8

## Altre competizioni internazionali[1]
2010
- 7º allo Shanghai Golden Grand Prix ( Shanghai), 1500 m piani - 3'33"99
- 7º al Meeting international Mohammed VI d'athlétisme de Rabat ( Rabat), 1500 m piani - 3'35"40
- 9º al Memorial Van Damme ( Bruxelles), 1500 m piani - 3'36"14
- 14º al Golden Gala ( Roma), 1500 m piani - 3'37"12

2011
- Vincitore della Diamond League nella specialità dei 1500 m piani / miglio (12 punti)
- 6º ai Bislett Games ( Oslo), miglio - 3'53"36
- Oro allo Shanghai Golden Grand Prix ( Shanghai), 1500 m piani - 3'31"42
- Bronzo all'ISTAF Berlin ( Berlino), 1500 m piani - 3'31"66
- Argento all'Herculis ( Monaco), 1500 m piani - 3'31"74
- Oro al Doha Diamond League ( Doha), 1500 m piani - 3'31"84
- Oro alla Weltklasse Zürich ( Zurigo), 1500 m piani - 3'32"74
- 6º al Bauhaus-Galan ( Stoccolma), 1500 m piani - 3'35"83

2012
- Argento all'Herculis ( Monaco), 1500 m piani - 3'29"77
- 4º al Doha Diamond League ( Doha), 1500 m piani - 3'31"32
- 4º all'Athletissima ( Losanna), 1500 m piani - 3'32"31
- Oro all'ISTAF Berlin ( Berlino), 1500 m piani - 3'33"11
- 7º al Memorial Van Damme ( Bruxelles), 1500 m piani - 3'33"22
- Argento al British Grand Prix ( Birmingham), 1500 m piani - 3'35"09

2013
- Argento ai Bislett Games ( Oslo), miglio - 3'50"95
- 7º al Prefontaine Classic ( Eugene), miglio - 3'51"37
- Bronzo alla Weltklasse Zürich ( Zurigo), 1500 m piani - 3'33"15
- Bronzo al Bauhaus-Galan ( Stoccolma), 1500 m piani - 3'34"05

2014
- 11º all'ISTAF Berlin ( Berlino), 5000 m piani - 13'26"28
- 12º al British Grand Prix ( Birmingham), miglio - 3'54"92
- 13º al Doha Diamond League ( Doha), 1500 m piani - 3'34"64
- 12º all'Athletissima ( Losanna), 1500 m piani - 3'37"90

2015
- 7º all'Adidas Grand Prix ( New York), 5000 m piani - 13'36"25
- 9º allo Shanghai Golden Grand Prix ( Shanghai), 1500 m piani - 3'36"37